# Yellowhead autópálya
A Yellowhead autópálya (franciául Route Yellowhead, angolul Yellowhead Highway) egy jelentős tartományközi autópálya Nyugat-Kanadában, amely Winnipegtől a Brit Columbia partjainál lévő Graham-szigetig tart Saskatoonon és Edmontonon keresztül. A négy nyugat-kanadai tartományon, Brit Columbián, Albertán, Saskatchewanon és Manitobán át húzódik, és része a transzkanadai autópályarendszernek és a nagyobb nemzeti autópályarendszernek, de nem tévesztendő össze a délebbre fekvő, eredetileg kijelölt transzkanadai autópályával. (Ami többek között Calgaryn és Vancouveren fut keresztül.)
A Yellowhead autópályát hivatalosan 1970-ben nyitották meg. 1990-től a zöld-fehér Transz-Kanada logót használták az út megjelölésére. 
Az autópálya a nevét a "Yellowhead Pass"-ról kapta, amely a kanadai Sziklás-hegységen áthaladó útvonal. A hágó és az autópálya egy Pierre Bostonais nevű szőrmekereskedőről és felfedezőről kapta a nevét. Sárga csíkok voltak a hajában, és a "Tête Jaune" (sárgafejű, angolul Yellowhead) becenevet kapta. Az autópálya szinte teljes hossza 16-os számmal van ellátva, kivéve a manitobai szakaszt, amely ugyanazon a szakaszon halad, mint a transzkanadai autópálya (1-es út).
A "16-os út" egyben a  transzkanadai autópálya Új-Brunswick-i ága is ; ez a másik 16-os út. A numerikus megjelölés azonban szigorúan a véletlen műve, és az Új-Brunswick-i 16-os út nem része a Yellowhead autópályának.

## Az autópálya útvonala

### Brit Columbia és Alberta
Egy internált japán katonákból álló személyzet építette az autópályát 1942-ben.
Nyugaton az autópálya Massetnél (Brit Columbia) kezdődik a Haida Gwaii-szigetcsoportnál, dél felé haladva a Graham-szigeten át 101 kilométeren keresztül Skidegate-ig. Ezután egy 172 km-es kompúton köt össze Prince Ruperttel, majd délkeleti irányban 724 km-en keresztül Prince George-ig halad, majd további 268 km-t kelet felé a Tête Jaune Cache-ig. 
A Yellowhead autópálya egyik kiszögellése, az 5-ös autópálya, más néven déli Yellowhead autópálya, összeköti a főútvonalat Tête Jaune Cache-sel félúton az Alberta-Brit Columbia határ és Prince George között. Az autópálya Kamloops mellett folytatódik, majd a Coquihalla autópályát követi Hope felé. A 16-os főúttal ellentétben az 5-ös út nem a transzkanadai autópályarendszer része, és megtartja az eredeti Yellowhead jelzéseket (míg a 16-os főút a transzkanadai autópálya logóját használja).
Az autópálya a Tête Jaune Cache-től 100 km-re lévő Sziklás-hegységen át Albertába vezet be, 366 km-rel keletebbre áthalad Edmontonon, és további 250 km-t tesz meg, mielőtt Lloydminsternél elérné Saskatchewant. Az autópálya legmagasabb pontja, 1163,9 m az albertai Obed közelében található Obed Summit. 

### Saskatchewan és Manitoba
Az autópálya délkeleti irányban 282 km-en halad Saskatoonig, és körülbelül félúton áthalad North Battlefordon. Saskatoonból a Yellowhead Highway folytatja útját délkelet felé a tartományon 329 km-en keresztül Yorktonig. Az autópálya további 90 km-en át tart Yorktont elhagyva, és Russelltől 16 km-re északnyugatra Manitobába ér. 
Manitobán belül az autópálya 273 km-t halad még, mielőtt a Manitoba állambeli Portage la Prairie közelében találkozik a fő transzkanadai autópályával, ahol véget ér a 16-os főút. Ezután a főútvonallal közösen halad Winnipegbe, mint számozatlan autópálya. Hivatalosan a Yellowhead autópálya keleti vége Winnipegben a Portage Avenue és a Main Street sarkán található. A Yellowhead autópálya teljes hossza a kompokkal együtt 2960 km (1840 mérföld).